# استیوکلی
استیوکلی (به انگلیسی: Stewkley) یک روستا و محله مدنی در بریتانیا است که در الزبری ول واقع شده‌است. استیوکلی ۱٬۸۴۰ نفر جمعیت دارد.